# Adolphus Van der Moeren

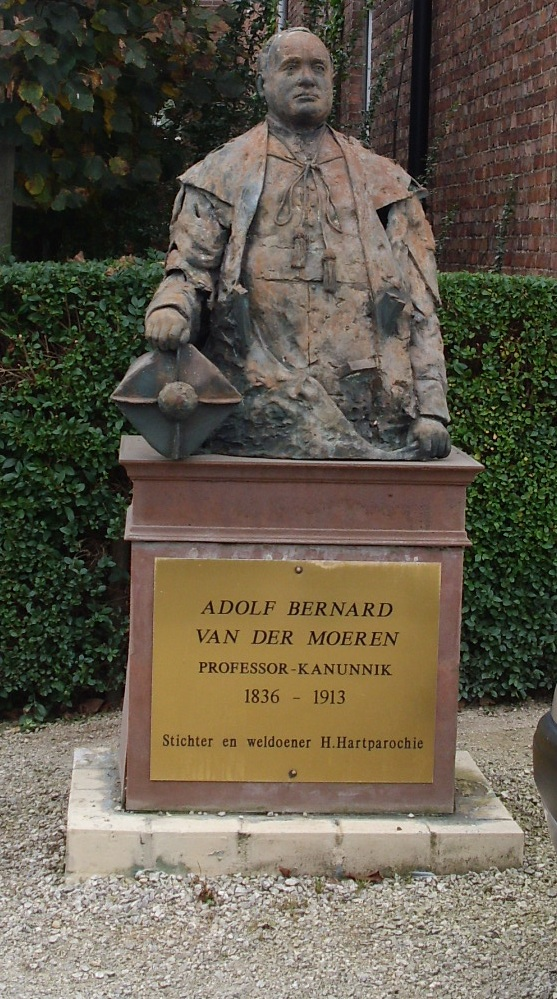
Kanunnik Adolf Van der Moeren.

Adolphus Bernardus Van der Moeren (Zele, 27 januari 1836 - 30 maart 1913) was een Belgisch kanunnik en professor theologie. Hij werd geboren in de Zeelse Patattenstraat, een plaatselijke weg die later naar hem werd genoemd.

## Oprichting van parochie
Van der Moeren werd priester gewijd in 1858 en ging nadien theologie verder studeren aan de Katholieke Universiteit Leuven om er in 1864 een doctoraat te behalen. Vanaf dat jaar ging hij zelf theologie aan het Grootseminarie van Gent doceren. In 1880 werd hij professor en president van het Heilige Geestcollege te Leuven. In 1869 kreeg hij de titel van erekanunnik in het Sint-Baafskapittel te Gent. Om in 1877 algemeen bestuurder van de Heilige Kindsheid Jesu te worden.
Van der Moeren is oprichter van de Heilig Hartparochie op de wijk Durmen in Zele. Hij zorgde er voor bouwgrond en liet er nadien een school, pastorie en kerk (1888) bouwen om ze na herkenning (1896) aan de kerkfabriek te schenken (1897). In de jaren 70 werd de kerk gesloopt en werd een moderne versie gebouwd. Nabij de nieuwe kerk werd in 2001 een standbeeld van deze milde schenker opgericht.